# Barragem de Camba
A barragem de Camba localiza-se no concelho de Alfândega da Fé, distrito de Bragança, Portugal. Situa-se na ribeira de Camba. A barragem foi projectada em 1985 e entrou em funcionamento em 1993.

## Barragem
É uma barragem de aterro (terra zonada). Possui uma altura de 35 m acima da fundação (30 m acima do terreno natural) e um comprimento de coroamento de 175 m (largura 8 m). O volume da barragem é de 200.000 m³. Possui uma capacidade de descarga máxima de 5,2 (descarga de fundo) + 40 (descarregador de cheias) m³/s. A Tecniagra foi responsável pelo projecto desta barragem.

## Albufeira
A albufeira da barragem apresenta uma superfície inundável ao NPA (Nível Pleno de Armazenamento) de 0,095 km² e tem uma capacidade total de 1,11 Mio. m³ (capacidade útil de 1,08 Mio. m³). As cotas de água na albufeira são: NPA de 620,43 metros, NMC (Nível Máximo de Cheia) de 622 metros e NME (Nível Mínimo de Exploração) de 598 metros.